# 바실 번스타인
바실 번스타인(Basil Bernstein, 1924년 11월 1일 ~ 2000년 9월 24일)은 교육사회학으로 널리 알려진 영국의 사회학자이자 언어학자이다. 그는 학생들의 언어에 관해 연구했으며 종합교육 이론가로 영향을 끼쳤다.

## 정밀어와 한정어
번스타인은 사회화과정 즉 어떻게 어린아이가 특정한 문화의 동일성을 받아들이고 그 문화의 동일성에 반응을 보이는가에 관심을 가지고 사회화에의 언어의 역할에 대한 연구를 하였다. 그는 언어는 문화에 영향을 미치고 번갈아서 문화에 의해 영향을 받는 어떤 것으로 간주하였고, 특정한 사회구조와 그 사회구조 속에서 사람들이 언어를 사용하는 방법 사이에 직접 그리고 상호관계가 있다고 믿었다. 결과적으로 어떤 사회유형은 어떤 언어유형을 낳고 바꿔서 그 언어유형은 그 사회유형을 재현한다는 싸이클이 존재한다고 믿었다. 또한 개개인은 의사소통의 과정을 통해 자신의 사회적 역할을 배우는데, 이 과정은 사회집단에 따라 서로 다르고, 각 사회집단에서 다르기 때문에 현존하는 역할의 차이는 사회 속에서 영구히 지속된다고 믿었다. 그러므로 서로 다른 집단이 사용하는 완전히 다른 언어는 그에게 특별한 관심거리였다.
그는 사회에서 사용하는 언어에 아주 분명한 두 가지 변이형이 있다고 주장하였는데, 한 변이형을 정밀어(elaborated code)(원래 formal code)라 하고, 다른 변이형을 한정어(restricted code)(원래 public code)라 하였다. 이들 부호는 매우 다른 특성을 가지고 있는데 예를 들어 정밀어는 말해진 것을 조정하기 위해서 정확한 문법의 순서와 구문 규칙을 사용하는 데 비해, 한정어는 문법적으로 짧고 간단하고 종종 완전치 못한 구문 형태를 가진 덜 끝난 문장을 사용한다. 모든 사람들은 어떤 경우든 한정어를 사용하기 때문에 그 언어의 모든 화자들은 그것에 접근할 수 있다. 그러나 모든 사회계층이 정밀어에 동등한 접근을 할 수는 없다. 특히 하위 노동계층 사람들과 그들의 자식들은 정밀어를 거의 경험하지 못하기 때문에 하위 노동계층 출신 어린아이들은 정밀어가 교수매체로 사용되는 학교에 다닐 때, 불리한 입장에 놓이게 된다. 그는 노동 계층의 어린이들이 학업 성적이 부진한 이유를 이들이 중산층 어린이와는 영어를 다르게 말하는 데 있다고 가정했다. 면담을 통한 조사 결과 노동 계층 어린이들이 질문에 대하여 짧게 대답하는 것을 보게 되었는데 반면 중산층 어린이들은 질문에 대하여 길고 자세히 답변하였고 이 면담 자료를 근거로 하여 노동 계층 어린이들의 언어적 자원이 한정적(restricted)이라고 판단을 내렸다.
미국에서 사용하는 영어 중 흑인영어 즉, VBE(Vernacular Black English)를 번스타인의 한정어의 일종으로 보거나 한정어 자체를 부족한 언어로 인식하는 것은 옳지 않다. 왜냐하면 그가 정의한 한정어 개념은 사회언어학적 개념과 더 관계가 깊은 것이기 때문이다.
한 공동체 내에서 서로 잘 알고 같은 배경을 가진 사람들 사이의 대화에서는, 알게 될 일에 대해 많은 말을 할 필요가 없다. 외부 사람들에게는 설명해야만 하는 것의 많은 부분이, 서로 긴밀히 얽힌 집단 내에서는 이미 다 알고 있다고 여겨 말하지 않아도 된다는 것이다. 이것이 사실이라면 이때는 ‘한정어’를 쓰는 것이 더 좋다. 사회적 배경이 낮은 흑인 아이(A)와 배경이 좋은 아이(B)의 서부영화에 대한 이야기의 차이는, 상대적으로 푸대접을 받는 언어적 특성과 관련된 것이 아니라 이야기를 어떤 식으로 구성해 가느냐에 따른 것이다. (A)의 이야기는 영화를 보지 못한 사람이 이해하기는 어렵지만 매우 흥미 있고 긴장감이 있다. 그러나 (B)의 이야기는 이해하기 쉽지만 덤덤하다. 학교에서는 언어 전달 능력이 중요하나 그런 능력은 흑인가의 놀이터나 그 밖의 노동계층의 일반적인 거주 지역에서는 중요하지 않은 것이다.

## 결손가설
결손 가설(deficit hypothesis)은 번스타인이 언어기능 교육에서 아이들이 습득하는 언어를 정밀어(elaborated code)와 한정어(restricted code)로 구분지은 것에서 유래한 이론으로 정밀어를 쓰지 못하는 아이들의 상태를 결손상태로 간주하였다. 번스타인의 생각은 사피어-워프 가설의 영향을 받은 것으로 보이며 그의 가정은 양층언어와 유사한 형태의 대립구도를 띤다.
교육학자들은 한정어만을 사용하는 아이들은 경제적으로 어려운 아이들일 가능성이 높으며 언어능력이 부족한 경우가 많으므로 치료 프로그램을 통해 이 아이들에게 완전한 언어능력을 돌려주어 학교공부를 할 수 있도록 도와야 한다고 믿었다. 이는 한정어만을 사용하는 아이들이 정밀어도 습득할 수 있도록 (결손) 가정에서 보내는 시간을 줄여야 한다고 믿게 만들기도 하였다.
그의 이런 주장은 사회언어학자들에게 심한 비판을 받아왔으며 용어들(예:code, class, elaborated 등)이 아주 부적절하게 정의되었다는 비판을 받았다. 그러나 그의 논의의 영향력은 매우 커서 그의 한정어라는 개념은 미국의 교육자들로 하여금 경제적으로 어려운 가정들과 그 인근의 아동들은 대체로 언어능력이 낮아서 합리적 사고를 위한 인지적 도구를 갖지 못할 것이라는 생각을 갖게 하였고 결과적으로 해당 아동들을 위한 특별한 프로그램과 정책이 필요하다는 인식을 낳았다.
사실 아이들이 한정어만을 사용하는 상태가 결손 상태인가 아닌가는 논의의 여지가 있다. 한정어만을 사용하는 아이들이 정밀어를 습득하지 '못한 것'이 아니라 그들에게 정밀어가 필요하지 않아서 습득하지 '않은 것'으로 판단할 수도 있기 때문이다.

## 같이 보기
- 한정사